# Escuela napolitana
La escuela napolitana es una escuela pictórica del barroco que se desarrolla en el siglo XVII en el virreinato español de Nápoles y que tuvo influencia en Italia y España.
El signo distintivo de la escuela napolitana ha sido siempre su fuerte carácter naturalista, su color caliente, con dominantes rojizos y castaños y el cultivo, junto con el cuadro de altar, de un tipo de pintura realista, que encuentra en ciertos tipos de naturaleza muerta, con peces y moluscos, su mejor carácter.

## ElsigloXVII
El siglo XVII se inicia con la actividad de algunos artistas formados en un manierismo academizante, ya desfasado, pero que a causa de la longevidad de sus cultivadores coexiste con la aportación barroca naturalista hasta bastante tarde. Son sus más notables representantes Fabrizio Santafede (f. 1634) y Belisario Corenzio (f. ca. 1643). 
En 1607 Caravaggio pasa por Nápoles, dejando allí algunas de sus obras maestras. Esto determina un cambio estilístico, pues a su vigoroso naturalismo y a su tenebrismo se adhieren sin reservas Giovanni Battista Caracciolo, llamado Battistello (1570-1637). 
Igual o mayor influencia ejerce el español José Ribera (1592-1652) que, tras estudiar en el norte de Italia y familiarizarse en Roma con el tenebrismo, se instala en Nápoles en 1616 para ya no moverse de allí. Ejerce entonces, con la protección de los virreyes, una indiscutida hegemonía y una especie de magisterio sobre los artistas napolitanos más jóvenes. Su naturalismo, más sensual y de materia, más vigoroso y vehemente, menos intelectual que el de Caravaggio, se hace con el tiempo permeable a las influencias venecianas y flamencas, enriqueciéndose de color y aligerándose de técnica, especialmente a partir de 1635. Sus discípulos más fieles son la familia Fracanzano, Cesare (1600-51) y Francesco (1612-56), Bartolomeo Bassante (1614-56), Paolo Domenico Finoglia (1590-1645) y algunos otros que cultivan luego géneros especiales como Aniello Falcone (1607-56), Salvatore Rosa (1615-73) o Luca Giordano.
Paralelamente, otro grupo de artistas, sin dejar de aprovechar elementos del naturalismo de Ribera, se interesan por un cierto clasicismo a la manera boloñesa, que habían dado a conocer en Nápoles los viajes de Guido Reni (1612 y 1621) y de Domenichino (1630 a 1641) y la interpretación, clara de color y académica de formas, que del mundo caravaggiesco ofrecían artistas como Simon Vouet (1590-1649) y Artemisa Gentileschi (1597-1652), esta última en Nápoles desde 1630 a 1638, y luego desde 1640 a su muerte. Massimo Stanzione (1585-1656) es la figura principal de este sector, que cuenta también con un artista de primer orden, el malogrado y exquisito Bernardo Cavallino (1616-56), autor de deliciosos cuadros de pequeño formato en técnica muy peculiar. Andrea Vaccaro (1604-70) es el más fecundo y vulgar de esta corriente, híbrida de naturalismo y clasicismo, muy característica. 
Un eco del clasicismo poussinesco puede señalarse también en algunos artistas que realizan cuadros de temas bíblicos con fondos de paisajes o arquitecturas como el citado Falcone, Andrea de Leone o Domenico Gargiulo (1610-75).
En 1633 se instala en Nápoles el parmense Giovanni Lanfranco (1581-1647), que allí permanece hasta 1646. Su facilidad de fresquista y decorador, que arranca de Correggio y le convierte en el padre del barroco decorativo, hizo fortuna en la ciudad y puede ser considerada como el punto de partida de la gran pintura de la segunda mitad del siglo, que funde también ecos de la pintura veneciana y flamenca, visibles en magníficos ejemplares en las colecciones virreinales y de la nobleza. La fecha de 1656, con la gran epidemia de peste que desoló la ciudad y mató a muchos de sus artistas, ha de ser considerada en cierto modo como divisoria, pues supuso, como puede observarse, la desaparición de casi todos los artistas formados en, la primera mitad del siglo, abriendo el camino a la exuberancia decorativa del pleno barroco.
La figura capital de este último capítulo es Luca Giordano (1635-1705), discípulo de José de Ribera y fiel imitador de su naturalismo en su juventud, pero, luego de sus viajes a Roma y Venecia, decorador fecundo y personalísimo. También puede considerarse napolitana la otra gran figura del último tercio del siglo, el calabrés Mattia Preti (1613-99), que fue viajero incesante y pasó varias veces por Nápoles, dejando allí, entre 1656 y 1660, antes de su paso a Malta, donde vivió los últimos años de su vida, algunas de sus obras más bellas, fundiendo algo riberesco con evocaciones venecianas y de Guercino. Al margen de estas grandes figuras quedan los cultivadores de ciertos géneros especializados, como el paisaje, que cuenta con un pintor de primer orden, Salvatore Rosa que, formado con Ribera, sale de Nápoles en 1637 y deja lo mejor de su producción, de gran trascendencia posterior, por su sentido casi prerromántico, en Florencia y Roma, donde muere. También la naturaleza muerta, que se inicia en la primera mitad del siglo con artistas del sector naturalista más riguroso, cuenta a fines de siglo con representantes de gran calidad, vinculados a las familias de los Recco y los Ruoppolo. Los más destacados miembros de estas familias, Giuseppe Recco (1634-95) y Giovanni Battista Ruoppolo (1629-93) crean, en contacto con la tradición lombarda y con evidentes sugerencias flamencas, algunas de las más bellas y opulentas creaciones del género, que concluye con la alegre y refinada riqueza sensual de los floreros de Andrea Belvedere (1652-1732), que, como Recco y sus hijos, vivió en España algunos años.

En relación con la escuela napolitana hay que citar también a los artistas sicilianos formados en idéntico ambiente. Al más estrictamente caravaggiesco pertenece Alonso Rodríguez (1578-1648), algunas de cuyas obras han sido citadas a veces como del propio Caravaggio, y sobre todo a Pietro Novelli llamado «il Monrealese» (1603-47), artista de personalidad notable que acierta a fundir el naturalismo riberesco con una cierta elegancia a la flamenca, aprendida en las obras sicilianas de Van Dyck, y una mesura clásica que ha hecho que en ocasiones se le confunda con Stanzione y Vaccaro.

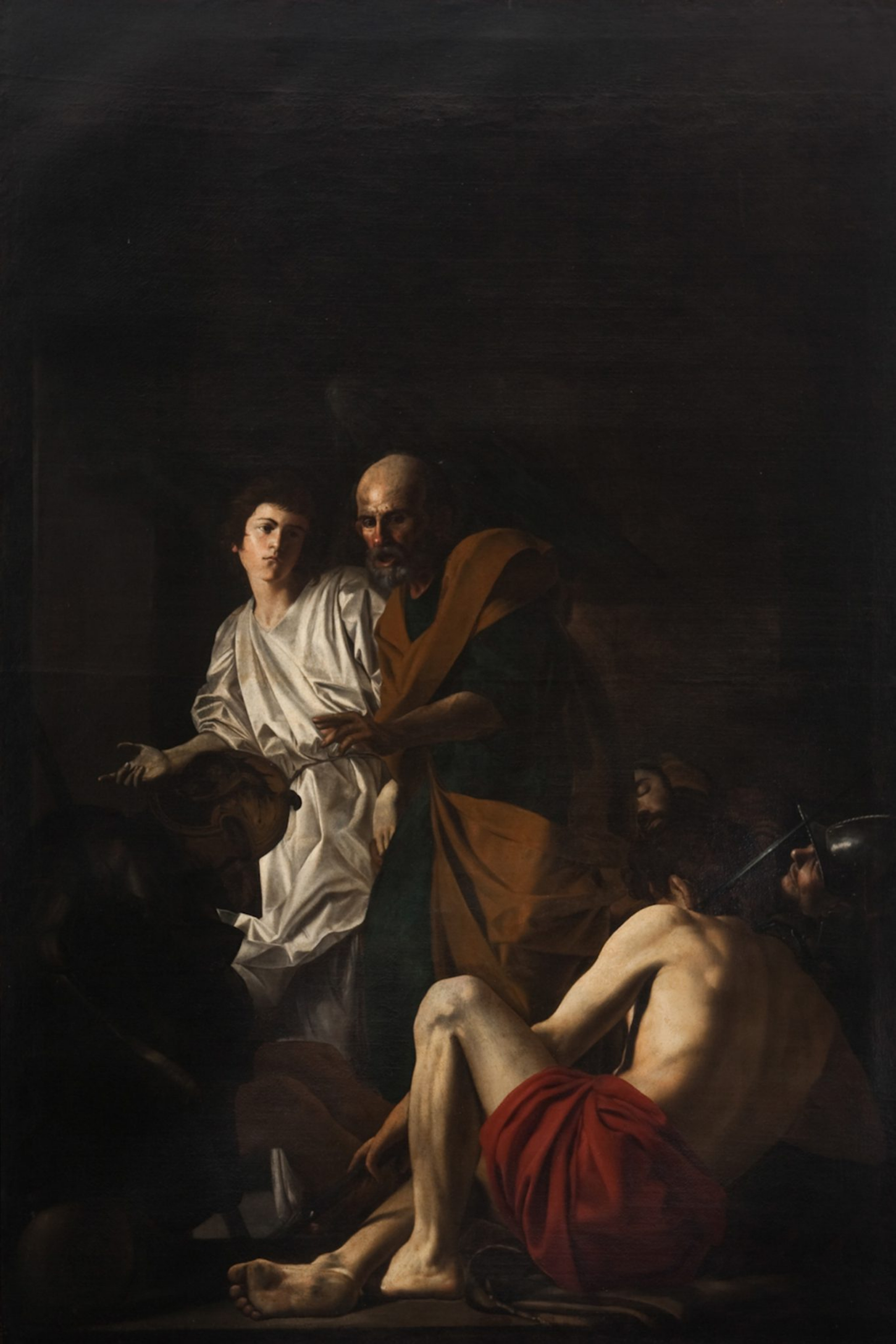
Battistello Caracciolo,   Liberación de San Pedro (1615)
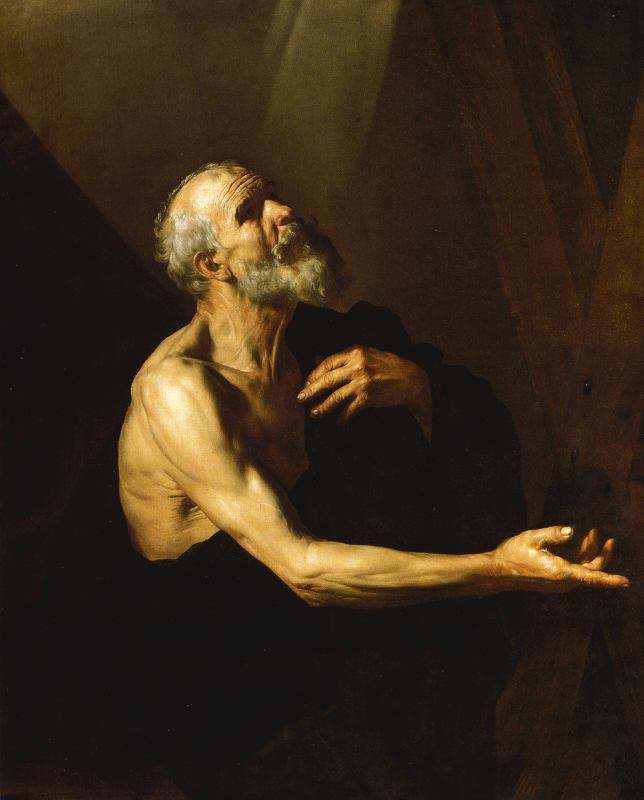
José de Ribera, Sant'Andrea (primer cuarto del siglo XVII )
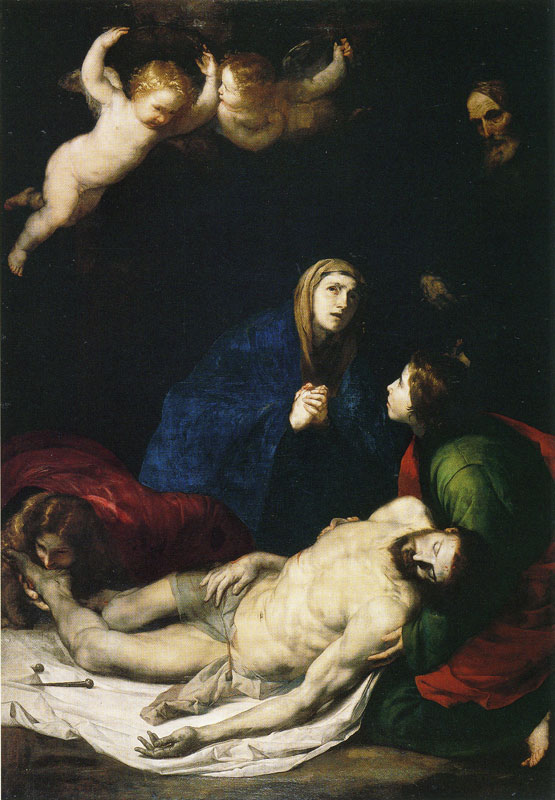
José de Ribera, La Piedad (Ribera, Nápoles) (1637)
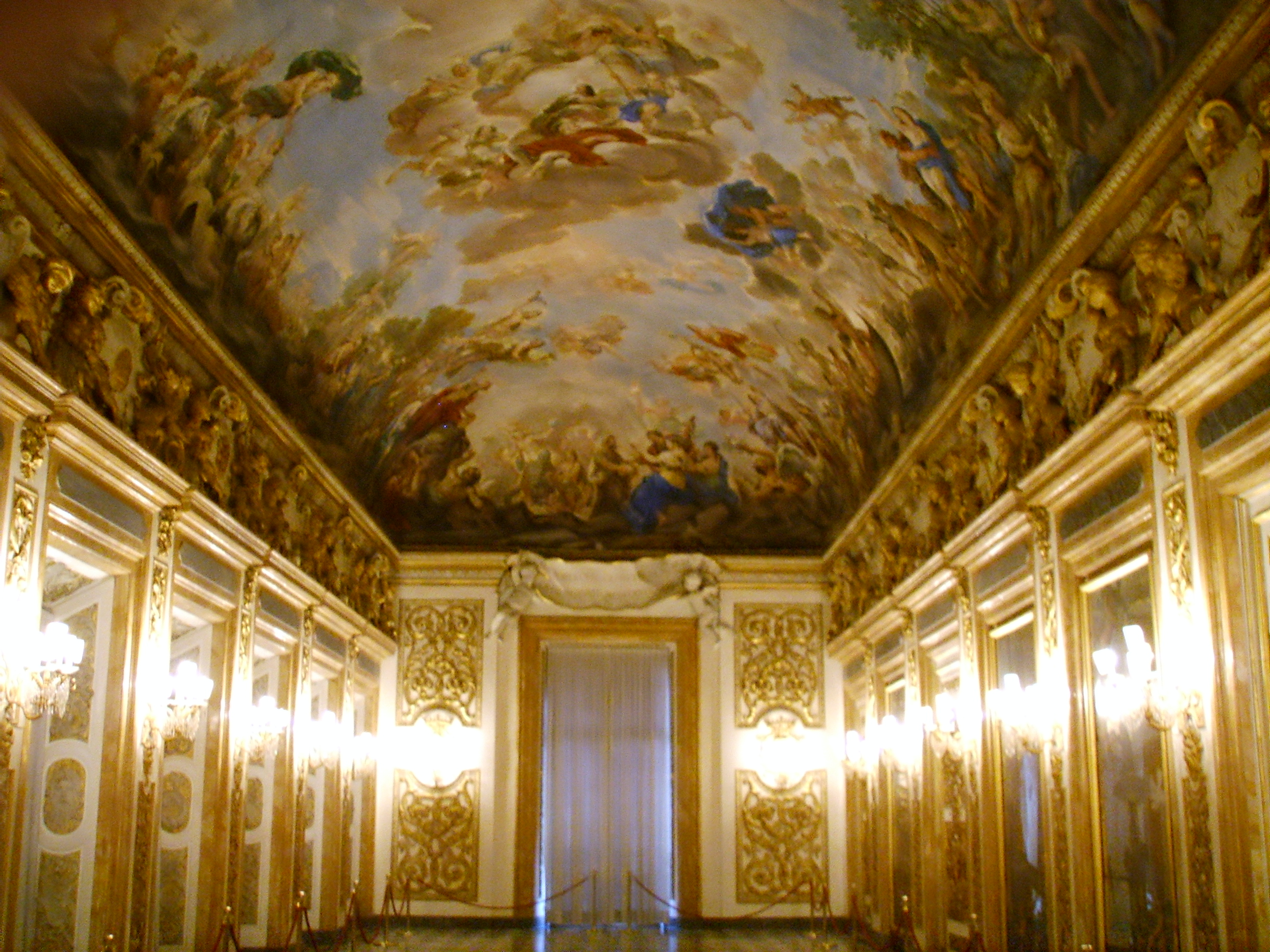
La  Galería Luca Giordano  en el Palacio Medici Riccardi de Florencia
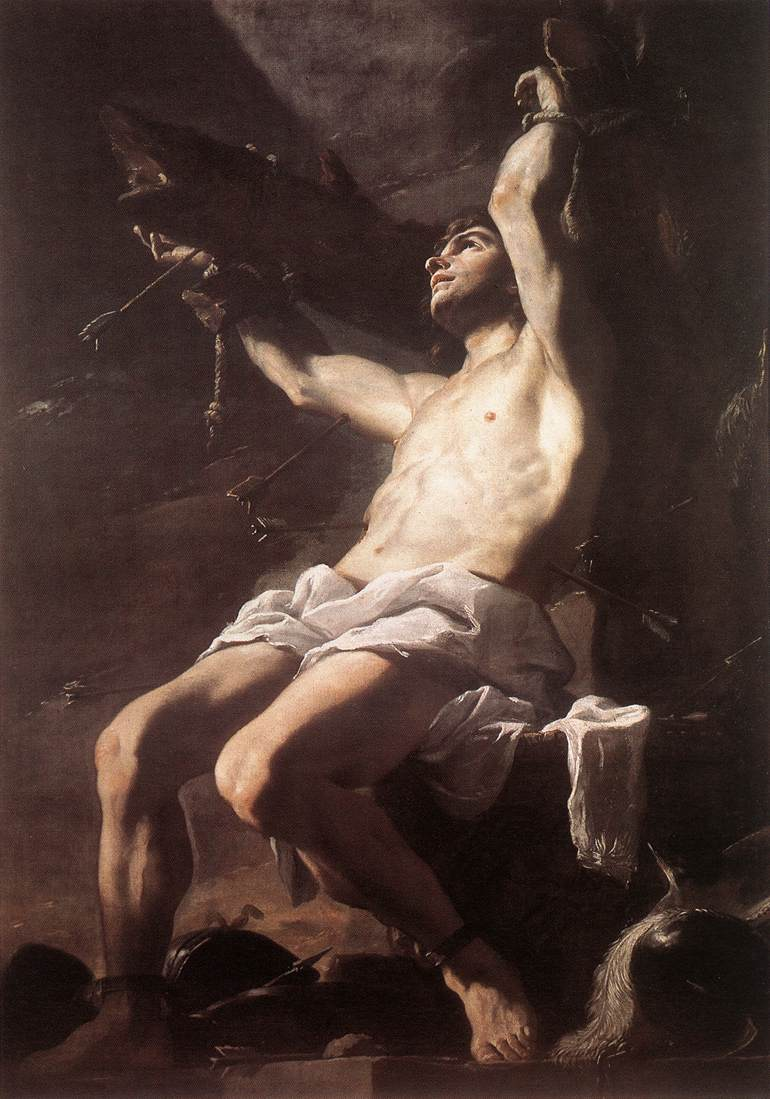
Mattia Preti,   San Sebastián  (1657)

## ElsigloXIX
Domenico Morelli y Vincenzo Petrocelli fueron los fundadores de la Escuela de Diseño de la Academia de Bellas Artes de Nápoles. Su colaboración determinante contribuyó a establecer los fundamentos del movimiento de la “pintura napolitana”. La Escuela napolitana de pintura, creada por ellos, se destacó por su notable contribución a la pintura italiana, influyendo en una generación posterior de artistas.